# Bongsan-myeon, Yesan-gun
Bongsan-myeon (koreanska: 봉산면) är en socken i Sydkorea.  Den ligger i kommunen Yesan-gun i provinsen Södra Chungcheong, i den centrala delen av landet, 95 km söder om huvudstaden Seoul.